# John Jacob Niles

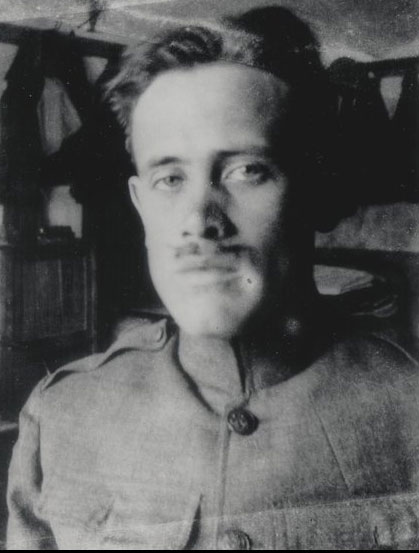
Lt. John Jacob Niles

John Jacob Niles (* 28. April 1892 in Louisville, Kentucky; † 1. März 1980 in Lexington, Kentucky) war ein US-amerikanischer Komponist, Sänger und Sammler von traditionellen Balladen. Niles, der als „Dekan der amerikanischen Balladensänger“ bezeichnet wird, hatte großen Einfluss auf die Wiederbelebung der amerikanischen Folkmusik in den 1950er- und 1960er-Jahren. So nahmen unter anderem Odetta, Joan Baez, Burl Ives, Peter, Paul und Mary sowie Bob Dylan seine Lieder auf.

## Biographie
Der in Louisville, Kentucky, geborene Niles lernte Musiktheorie von seiner Mutter und begann schon als Teenager, Volksmusik aufzuschreiben. Er wurde zu einem ernsthaften Studenten der Volksmusik der Appalachen, indem er traditionelle Lieder aus mündlichen Quellen transkribierte, während er von 1910 bis 1917 als Mitarbeiter der Burroughs Corporation im östlichen Kentucky umherreiste. Nach seinem Dienst in der US Army Air Service während des Ersten Weltkriegs, in dem er verletzt wurde, studierte er Musik in Frankreich, zunächst in Lyon, dann in Paris an der Schola Cantorum, wo er auch Gertrude Stein kennenlernte. Als er 1920 in die Vereinigten Staaten zurückkehrte, setzte er seine Studien am Cincinnati Conservatory of Music fort und arbeitete dort mit Ralph Lyford zusammen. Er sang Opern in Chicago und Volkslieder im frühen Radio. 1925 zog er nach New York City und hatte verschiedene Jobs in der Unterhaltungsindustrie. In den 1930er Jahren tourte er mit der Altistin Marion Kerby durch Europa und die Vereinigten Staaten. Im Jahr 1938 trat er im Weißen Haus auf und in den 1950er Jahren gelegentlich beim Newport Folk Festival.
In den 1920er Jahren begann Niles, Musik zu veröffentlichen. Als Assistent der Fotografin Doris Ulmann unternahm er vier ausgedehnte Reisen in die südlichen Appalachen, wo er wiederum traditionelle Lieder aus mündlichen Quellen niederschrieb, darunter die Balladen „Pretty Polly“, „Barbara Allen“ und „He's Goin' Away“. Bei anderen Gelegenheiten transkribierte er Lieder, die er von Afroamerikanern und Soldaten des Ersten Weltkriegs hörte.
Niles war auch ein bekannter Songwriter. Zu seinen Liedern, von denen viele auf traditionellen Quellen basieren, gehören „Venezuela“ und das eindringliche Weihnachtslied „I Wonder As I Wander“. Henry Millers Plexus enthält eine eindrucksvolle Hommage an Niles’ Aufnahme dieses Liedes. Niles komponierte „Go 'Way From My Window“, als er gerade 16 Jahre alt war, führte es aber erst 1930 auf. Marlene Dietrich nahm es auf und sang es auf der Bühne. Bob Dylan zitierte die erste Zeile in seinem Lied „It Ain't Me Babe“. Seine originelle neue Melodie zum traditionellen Folksong „Black Is the Color (Of My True Love's Hair)“ war ebenfalls einflussreich für das Folk-Revival der 1950er und 1960er Jahre. Später im Leben veröffentlichte Niles Kompositionen in einem eher klassischen Stil, darunter Werke für Chor und Kunstlieder für Gesang und Klavier. Zu letzteren gehören die Niles-Merton Songs, eine Sammlung von 22 Kunstliedern, die die Poesie von Thomas Merton vertonen.
Ab 1938 nahm er eine Reihe seiner Kompositionen und transkribierten Lieder auf und trug das Material in einer intensiven, dramatischen Weise vor. Sein Markenzeichen war eine sehr hohe Falsettstimme, die er als „elektrisierende Wirkung des männlichen C#-Alts“ bezeichnete, und er begleitete sich selbst auf seinen selbstgebauten Bordunzithern, einem traditionellen Instrument aus den Appalachen.
Im Jahr 1936 heiratete er Rena Lipetz. Sie ließen sich mit zwei Söhnen, Thomas Michael Tolliver und John Edward, auf der Boot Hill Farm in Clark County, Kentucky, nieder, wo sie den Rest ihres Lebens verbrachten.
Niles starb am 1. März 1980, im Alter von 87 Jahren, in Lexington, Kentucky. Er ist in der nahe gelegenen St. Hubert's Episcopal Church in Clark County, KY, begraben. Das John Jacob Niles Center for American Music an der University of Kentucky zeigt eine Reihe der traditionellen Instrumente, die er selbst gebaut hat.

## Diskographie
- Early American Ballads (1938, RCA Victor 78 rpm record album)
- Early American Carols & Folk Songs (1940, RCA Victor 78 rpm record album)
- The Tradition Years: I Wonder as I Wander (1958, Tradition Records; 2006, Empire Musicwerks)
- American Folk & Gambling Songs (1956, Camden Record LP)
- Sings American Folk Songs (RCA Camden LP)

- 50th Anniversary Album (RCA Camden LP)
- An Evening With John Jacob Niles (1959, Tradition Records LP; 2002, Empire Musicwerks)
- John Jacob Niles Sings Folk Songs (1964, Folkways Records LP)
- The Asch Recordings, 1939 to 1945 – Vol. 2 (1967, Folkways Records)
- No Direction Home (Bob Dylan documentary DVD) – contains a video clip of „Go 'Way From My Window“.
- Mister Lonely, Directed by Harmony Korine in 2008 – contains „The Maid Freed from the Gallows“.
- The Boone–Tolliver Recordings (2012, Living Music Dupli-cation)

## Literarische Werke
- 1929 One man's war; the story of the Lafayette Escadrille (with Bert Hall)
- 1929 The Songs My Mother Never Taught Me (with Douglas Moore)
- 1934 Songs of the Hill Folk
- 1950 The Shape Note Study Book
- 1961 The Ballad Book of John Jacob Niles
- 1968 Singing Soldiers
- 1969 The Black Dress
- 1977 Brick Dust and Buttermilk

## Noten
- 1929 Seven Negro exaltations
- 1935 Ten Christmas carols from the Southern Appalachian Mountains
- 1945 The Anglo-American ballad study book: containing eight ballads in current tradition in the United States of America